# Brezovica pri Črmošnjicah
Brezovica pri Črmošnjicah este o localitate din comuna Semič, Slovenia, cu o populație de 6 locuitori.